# Zacatecas (arna)
Zacatecas és un gènere monotípic d'arnes de la família Crambidae. Conté només una espècie, Zacatecas ankasokellus, que es troba a Madagascar.